# Manuel Rosas
Manuel Rosas Sánchez, född den 17 april 1912 och död den 20 februari 1989, var en mexikansk fotbollsspelare.
Rosas spelade hela sin karriär för CF Atlante och han spelade även i det mexikanska landslaget. Bland annat deltog han i det första världsmästerskapet i fotboll 1930 i Uruguay.
Där gjorde han det första målet någonsin på straff i VM-historien när han satte reduceringen till 3-1 i matchen mot Argentina i gruppspelet. Han satte ytterligare ett mål i den matchen och slutade turneringen som Mexikos främste målskytt med sina två mål. Han blev med sina arton år den yngste spelaren någonsin att göra mål i VM och det rekordet behöll han ända fram tills Pelé övertog det vid VM 1958 i Sverige. Rosas är dock än idag den näst yngste spelaren genom tiderna att ha gjort mål i ett VM-slutspel.